# Димитър Карапчански
Димитър Здравков Карапчански е български шахматист, шахматен треньор и организатор на събития, притежател на най-голямата шахматна библиотека на Балканите с над 5000 тома литература.

## Биография
Роден е на 30 април 1947 г. в Айтос. На 14-годишна възраст става най-младият кандидат-майстор на спорта по шахмат в България. Участва на годишните Републикански първенства за юноши, както и на редица градски и окръжни първенства и открити турнири в България. През 1962 г. е повикан за демонстратор на партиите от XV Шахматна олимпиада в Златни пясъци. Тогава за първи път среща Михаил Ботвиник, Виктор Корчной, Ефим Гелер, Боби Фишер, Мигел Найдорф, д-р Макс Еве и др. От 1967 г. започва да учи във Висшия институт по архитектура и строителство в София. През същата година става състезател на софийския шахматен клуб „Академик“, с който печели Републиканския отборен шампионат. През 1971 г. повтаря този успех. През 1968 г. отборът на „Академик“ излиза за пръв път в чужбина за среща с университетския шахматен клуб „Ломоносов“ от Москва. Срещата завършва с резултат 14:6 за руснаците. Между два от кръговете Карапчански играе неофициална партия с Анатолий Карпов и постига реми срещу него. През 1972 г. е включен в националния отбор за участието на България в VII Олимпиада по кореспондентен шах. В надпреварата българският мъжки отбор печели второ място, като Карапчански постига резултат 7 т. от 9 партии (5 победи и 4 ремита). След края на Олимпиадата Международната федерация по кореспондентен шах (JCCF) му присъжда званието „международен майстор“. През 1974 г. завършва шахмат във Висшия институт за физкултура. През 1981 г. печели Индивидуалното републиканско първенство на България по кореспондентен шах. Следващите години участва на открити турнири в България и международни участия в Полша, Франция, Югославия и др. През 1986 г. става шампион на Държавния открит шампионат на България в Пловдив – без загуба, с 9,5 т. от 11 партии (8 победи и 3 ремита). През 2003 г. участва в три открити шампионата в Англия, като на един от тях печели първо място, побеждавайки именити международни майстори и гросмайстори. След това се отдава на треньорска и организаторска дейност.
Димитър Карапчански е и шахматен съдия, треньор, организатор на шахматни турнири, председател на шахматен клуб, а в различни периоди от живота си заема ръководни постове в държавния и общинския спорт. През годините непрекъснато купува шахматна литература и така колекцията му постепенно се превръща в най-голямата шахматна библиотека на Балканския полуостров с над 5000 тома на над 30 езика.
Като треньор Карапчански работи с известни шахматисти, като гросмайстор Красимир Русев. За кратко помага на световните шампиони Веселин Топалов и Антоанета Стефанова, гросмайстор Васил Спасов и др.
Като строителен инженер участва в строежа на редица съоръжения и сгради – басейни, хотели, почивни бази, стадиони в България, най-вече в областите Сливен и Бургас. Работи в „Марица изток“. През 1990 г., за около година, заема поста районен кмет на II район в Сливен.
Умира на 6 март 2021 г. в Сливен.